# Tricoryna biclavata
Tricoryna biclavata är en stekelart som först beskrevs av Girault 1940.  Tricoryna biclavata ingår i släktet Tricoryna och familjen Eucharitidae. Inga underarter finns listade i Catalogue of Life.